# Slinger (motorfiets)
Slinger is een historisch merk van motorfietsen.
De bedrijfsnaam was: J. Slinger, Settle, Yorkshire.
Engels merk dat een bijzondere constructie maakte waarbij een 3½ pk De Dion-motor op twee kleine, achter elkaar liggende voorwielen zat. Hierachter was weer een normale fiets gemonteerd. De Slinger leek daardoor op een motorfiets met een tweede, kleine motorfiets in plaats van de voorvork. De motor dreef een as aan die daarna weer een korte ketting naar het achterste van de twee kleine (ca. 10 inch) wieltjes aandreef. De productie begon in 1900, maar eindigde al in 1901.